# 卡斯泰尔西拉诺
卡斯泰尔西拉诺（義大利語：Castelsilano），是意大利克罗托内省的一个市镇。总面积39平方公里，人口1114人，人口密度28.6人/平方公里（2009年）。